# Chemin de fer du Čierny Hron
Pour les articles homonymes, voir Ligne 112.
Le chemin de fer du Čierny Hron est un réseau de chemin de fer forestier à écartement étroit (760 mm) du centre de la Slovaquie.

## Histoire

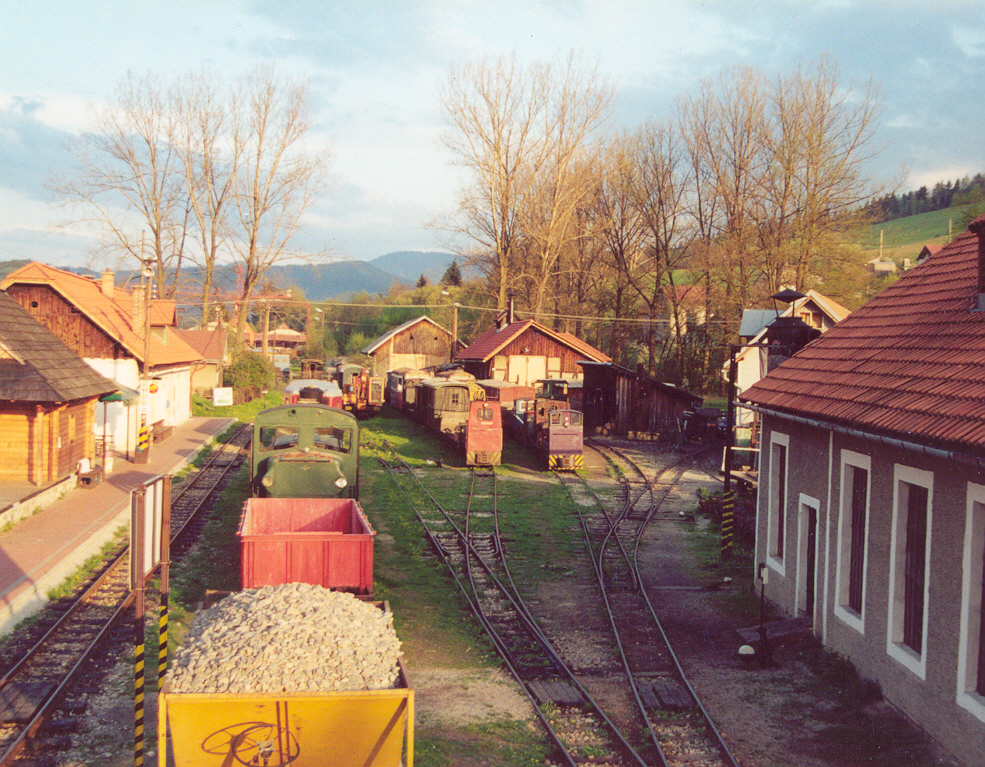
Gare de Čierny Balog.

La planification du réseau ferroviaire à vocation forestière a commencé en 1898 et sa construction a commencé en 1908. En 1909, le transport du bois sur le chemin de fer a commencé, entre Čierny Balog et Hronec. Le réseau a été étendu pour transporter le bois provenant des forêts de la région et au milieu du XXe siècle, le réseau a une longueur totale de 131,97 km et est le réseau de chemin de fer forestier le plus vaste en Tchécoslovaquie.
Le 19 juillet 1927, le trafic passagers a été autorisé sur la voie ferrée entre Čierny Balog et Hronec. Celui-ci a fonctionné jusqu'en 1962.
Le chemin de fer a été fermé en 1982. Il a ensuite été déclaré patrimoine national. Au cours des années suivantes, il a été réparé par des amateurs et rouvert en 1992 en tant que patrimoine ferroviaire pour les touristes. La ligne est maintenant longue de 20 km : Chvatimech - Hronec - Čierny Balog - Vydrovo et Čierny Balog - Dobroč.